# سب ستيشن ألفا
سب ستيشن ألفا محطة ألفا الفرعية، (بالإنجليزية: Sub Station Alpha)‏ واختصارها [SSA]، وهو أحد صيغ ملفات الترجمة في ترجمة أفلام ولعمل تأثيرات الكاريوكي\كاراوكي، وقد تم إنشائه بواسطة [CS] المعروف باسم [Kotus]، الذي يسمح لخيارات ومميزات أكثر تميزًا من SRT أحد أقدم أنواع صيغ ملفات الترجمة بساطة، يمكن تقديم هذه الصيغة مع فلتر دايركت فوب سب، التي يتم عرضها بشكل مباشر، كبرنامج الملتميديا Windows Media Player من شركة مايكروسوفت، التي تدعم مكتبات صيغةً ملف الترجمة الأكثر شهرة وشعبية SSA/ASS يمكن تصنيفهما كأداة لتحرير ملفات الترجمة.
وكثيرا مايتم استخدامها لترجمة الأنمي بواسطة بما بات يعرف بـ (فرق الترجمة ترجمة الأنمي)، ويتم دمجها مع ملف الفيديو فيصبح (هارد سب\ترجمة الحوار)، أو تخزين بيانات ملف الترجمة جنبًا إلى جنب بيانات الفيديو في ماتروسكا والتي يعرف بـ حاوية ماتروسكا ويكون [سوفت سب/SoftSub]، ملفات (هارد سب\ترجمة الحوار) لا يمكن فصلها عن الفيديو ولا يحتاج إلى فلتر دايركت فوب سب بالأساس أو مشغلات خاصة لتشغيلها، إما السوفت سب فيعطي للمستخدم خيارات فهو يسمح له باختيار الملف التي يريد عرضها ويجعل من الممكن الانتقال بين مقاطع الفيديو.
النسخة الحالية لـ SSA النسخة الرابعة.
وهناك العديد من برامج التشغيل التي تدعم صيغة SSA فمصدرها مفتوح ومجاني لدعم صيغة SSA.

## الهيكل الرئيسي لبيانات صيغة ملف SSA
أساسيات ملف SSA:
```
 [Script Info]
 ; This is a Sub Station Alpha v4 script.
 ; For Sub Station Alpha info and downloads,
 ; go to http://www.eswat.demon.co.uk/
 Title: Neon Genesis Evangelion - Episode 26 (neutral Spanish)
 Original Script: RoRo
 Script Updated By: version 2.8.01
 ScriptType: v4.00
 Collisions: Normal
 PlayResY: 600
 PlayDepth: 0
 Timer: 100,0000
  
 [V4 Styles]
 Format: Name, Fontname, Fontsize, PrimaryColour, SecondaryColour, TertiaryColour, BackColour, Bold, Italic, BorderStyle, Outline, Shadow, 
  Alignment, MarginL, MarginR, MarginV, AlphaLevel, Encoding
 Style: DefaultVCD, Arial,28,11861244,11861244,11861244,-2147483640,-1,0,1,1,2,2,30,30,30,0,0
  
 [Events]
 Format: Marked, Start, End, Style, Name, MarginL, MarginR, MarginV, Effect, Text
 Dialogue: Marked=0,0:00:01.18,0:00:06.85,DefaultVCD, NTP,0000,0000,0000,,{\pos(400,570)}Like an angel with pity on nobody

```

### الشرح
- المعلومات التي تتضمنها السكربت: المعلومات العامة عن السكربت:
  - العنوان
  - السكربت الأصلي
  - تم تحديث السكربت بواسطة
  - نوع السكربت (مفيد للمقارنة)
  - الاصطدامات (يحدد الترجمة ومسافاتها وإن كان الاسطر من الأسفل للأعلى أو العكس)
  - الموقع [PlayResX & PlayResY] (مفيد لتحديد موقع النصوص ومعرفة أبعاد الفيديو في محوري الإكس والواي)
  - PlayDepth (يحدد عدد الألوان)
  - التوقيت (يفيد في تحدد تواقيت ظهور الترجمة واختفائها، ويتكون من أربع علامات عشرية 00:00:00:00، الساعات والدقائق والثواني وأجزاء من الثانية)
- الستايل (مفيد لتحدد لون النص وموقعة والخط والعرض والطول.[1][2][3] [نذكر الأغلبية])
  - اللون الأساسي (الأولي) للنص، الي هو لون التعبئة
  - اللون الثانوي (يستخدم للكاراوكيات\الكاريوكي)
  - اللون الثالث (هو لون حدود النص)
  - اللون الرابع (هو لون ظل النص)
  - الهوامش (تحديد موقع النص في مساحة الفيديو)
  - هوامش النص (تحديد موقع النص في السطر ذاته لفصل كلمة أو نص معين بجعله فوق الأخر أو العكس باستخدام N\)
  - المخطط الخلفي للنص (هو خيار بإضافة مستطيل خلف النص أو لا مع تغيير لونة)
  - مسافة الظل (يمكن زيادة مستوى الظل وتحديد موقعها باستخدام اكواد Tags)
  - ألفا (إخفاء النص ودرجة إخفاءه من 0 حتى 255 وهو الدرجة النهائية وتخفي النص بشكل كامل)
  - الترميز (مفيد للأحرف اللاتينية والعبرية واليابانية)
- الأمور الأخرى:
  - يمكن إضافة مؤثرات على النص وغيرها الكثير باستخدام الأكواد (Tags) المتاحة لذلك
  - يمكن إخفاء الاسطر التي لا تريد ظهورها أو العكس
  - التحكم بكلمة بين مجموع كلمات

مثالان لاستخدام أكواد الثأثيرات:
- لا إله إلا الله {bord4\fr10\} - قمت بجعل حدود النص 4 وينحني بدرجة 10
- الحمد لله N\ تعالى - قام كود (N\) بفصل كلمة الحمد لله عن كملة تعالى، بجعل أحدهما فوق الآخر

## محطة ألفا المتقدمة ASS
محطة ألفا المتقدمة (ASS) هو صيغة سكربت الأكثر تقدمًا من سكربت SSA، فهو قادر على إنتاج أكثر النصوص التحرير البسيط والرسومات اليدوية المستخدمة في الكاراوكي بشكل أكبر، هناك القليل من البرامج التي تم إنشائها لإنشاء هذه الصيغ، والميزة الأخرى انه يمتلك مواصفات أكثر من SSA، كما هو الحال في أساليب البرمجة.
مثال: الهيكل الأساسي والبيانات الأساسية للسكربت:
```
[Script Info]
; Script generated by Aegisub 2.1.8
; http://www.aegisub.org/
Title: Default Aegisub file
ScriptType: v4.00+
WrapStyle: 0
PlayResX: 1280
PlayResY: 720
ScaledBorderAndShadow: yes
Last Style Storage: ALKOON
Audio File: ?video
Video File: ONE PIECE OP 15 「 We Go! 」HD - YouTube.mp4
Video Aspect Ratio: 0
Video Zoom: 5
Video Position: 815
Automation Scripts: FX_ALKOON.lua

[V4+ Styles]
Format: Name, Fontname, Fontsize, PrimaryColour, SecondaryColour, OutlineColour, BackColour, Bold, Italic, Underline, StrikeOut, ScaleX, ScaleY, Spacing, Angle, BorderStyle, Outline, Shadow, Alignment, MarginL, MarginR, MarginV, Encoding
Style: Karaoke,Tw Cen MT Condensed,55,&H00FFFFFF,&H000000FF,&H00000000,&H00000000,-1,0,0,0,100,100,0,0,1,1.5,0.75,7,20,20,25,1
[Events]
Format: Layer, Start, End, Style, Name, MarginL, MarginR, MarginV, Effect, Text
Dialogue: 0,0:00:27.18,0:00:29.70,Karaoke,,0000,0000,0000,,{\bord12\blur2\fscx120}I AM ALKOON FROM UAE 

```

## برامج تحرير ملف الترجمة التي تدعم الصيغة ASS\SSA
- Aegisub
- Jubler
- VisualSubSync
- Subtitleeditor
- Sabbu [الإنجليزية]
- Sub Station Alpha tool
- Subtitle Workshop
- Subtitle Subtitle Processor
- Subtitle Subtitle Processor

## للاطلاع أكثر
- "SSA/ASS Subtitles". مؤرشف من الأصل في 2019-08-26.
- Kotus. "Sub Station Alpha v4.00+ Script Format". مؤرشف من الأصل في 2017-02-27.

- "ASS Tags". إيجيسب Manual. مؤرشف من الأصل في 2016-06-08.

- "تأثيرات الكاريوكـي". مؤرشف من الأصل في 2019-12-06.
- "إيجيسب". مؤرشف من الأصل في 2019-07-29.